# Blood Has Been Shed
Blood Has Been Shed (zu deutsch etwa: Blut ist vergossen worden) ist eine US-amerikanische Mathcore-Band aus Connecticut.

## Bandgeschichte
Bekannt geworden ist Blood Has Been Shed vor allem durch die beiden Bandmitglieder Howard Jones (Gesang) und Justin Foley (Schlagzeug), die auch in der erfolgreichen Metalcoreband Killswitch Engage aktiv waren bzw. sind.
Seit der Bandgründung 1997 wurden drei Alben veröffentlicht. Das Debütalbum I Dwell on Thoughts of You erschien im September 1999 und beinhaltet sieben Songs. Das zweite Studioalbum Novella of Uriel, für das 13 Songs aufgenommen wurden, erschien im Februar 2001. Es folgte ein Plattenlabelwechsel zu Roadrunner Records, wo dann auch im März 2003 das dritte Album Spirals veröffentlicht wurde. Fast alle Songtexte dieses Albums handeln von Partnerschaftsbeziehungen.
Mitglied der Band war auch u. a. schon der Gitarrist Brendan "Slim" MacDonald, der momentan in der Metalcoreband Bury Your Dead aktiv ist.
Momentan befindet sich Blood Has Been Shed im Aufnahmeprozess für ihr viertes Studioalbum Enloco Tacoa, welches noch 2009 erscheinen soll.

## Musikstil
Die Musik zwischen Killswitch Engage und Blood Has Been Shed unterscheidet sich dadurch, dass Blood Has Been Shed weniger melodisch und stärker vom „Moshcore“ beeinflusst ist, d. h., dass die Songs auch besonders langsam gespielte Teile, so genannte Moshparts, enthalten, die ihre Ausdrucksstärke durch die heruntergestimmten und extrem verzerrten Gitarren erlangen. Außerdem verwendet Howard Jones seine Stimme nur selten klar.

## Diskografie
- 1999: I Dwell on Thoughts of You (Ferret Records)
- 2001: Novella of Uriel (Ferret Records)
- 2003: Spirals (Roadrunner Records)

## Musikvideo
- 2003: She Speaks to Me